# Крива Лука
Крива́ Лука́ — село в Україні, у Лиманській міській територіальній громаді Донецької області. Розташоване попід горою неподалік берега річки Сіверський Донець.

## Символіка
Головний елемент на гербі це боковики, або ж flanches (франц). Це парний елемент сегментів кола, що обернуті всередину щита. По-перше, - назва Крива Лука, що дослівно означає криву луку на якій розташоване село. По-друге, село ніби "затиснуте" між двома частинами заповідника "Крейдова флора", цим також обумовлені кольорі (зелений щит та срібні боковики). По-третє, - в комбінації з 15-ма золотими кулями це зображає символічний процес затирання борошна.
15 золотих куль у формі перекинутої піраміди в горішній частині символізують елемент нематеріальної культурної спадщини України села Крива Лука - кашу Затірку. "Одна з найдавніших страв, поширених серед слов'янських народів. Круте підсолене пшеничне на яйцях тісто розтирають з борошном у дерев'яних ночовках дерев'яною ложкою, кописткою або рукою доти, доки не утворювалися кульки розміром з горошину чи квасолину."
Дві схрещені шаблі зі срібними лезами та золотими ефесами символізують найбільшу історичну подію села - битву під проводом Кіндрата Булавіна. "1708 року в урочищі Крива Лука стався бій, у якій булавинські повстанці зазнали поразки від царських військ і слобідських козаків. Перед цим боєм на річці Уразовій донці вщент розбили слобідський Сумський полк, але з царськими військами, що багаторазово перевершували, впоратися вже не змогли."

## Історія
У липні 1708 року поблизу Кривої Луки запорожці, що йшли на з'єднання з повстанцями Кондратія Булавіна, зустрілись тут із царсько-гетьманськими військами(включно слобідські) та були розбиті.
Поселення засноване у другій половині XVIII століття. Назва пов'янана з різким вигином річки Сіверський Дінець, на чиєму березі розміщене село. 
З листопада 1917 року — у складі Української Народної Республіки.
У січні 1918 року встановлена радянська влада. Місцеве партійне відділення ВКП(б) створено в 1918 році, комсомольське — 1927 року.
Під час масової колективізації та розкуркулення, у Кривій Луці був створений колгосп «Заповіти Ілліча».
У часи радянсько-німецької війни в лісах навколо села діяли радянські партизани, під командуванням Карнаухова Михайла.

### Війна на сході України
У 2014 році в районі селища точилися бойові дії. 19 червня відбувся великий бій, у якому українські сили визволяли населені пункти неподалік — Красний Лиман, Ямпіль і Закітне, у якому проросійські сили були розбиті, але українські втратили щонайменше 16 чоловік загиблими.
Армія Росії зупинилася на протилежному березі річки Сіверський Донець. Через це село під постійними обстрілами. Станом на травень 2024 року у селі лишається близько 70 жителів.

## Культура
До початку повномасштабної війни у селі діяв етно-двір. Наразі його територія повністю зруйнована. 
Традицію приготування «Затірки» у селі Крива Лука, що на Донеччині, внесено до нематеріальної культурної спадщини України.

## Влада
Сільські голови:
- 2006—2010 рр. — Шилов Олексій Федорович
- 2010 р. — Філоненко Любов Василівна

## Світлини

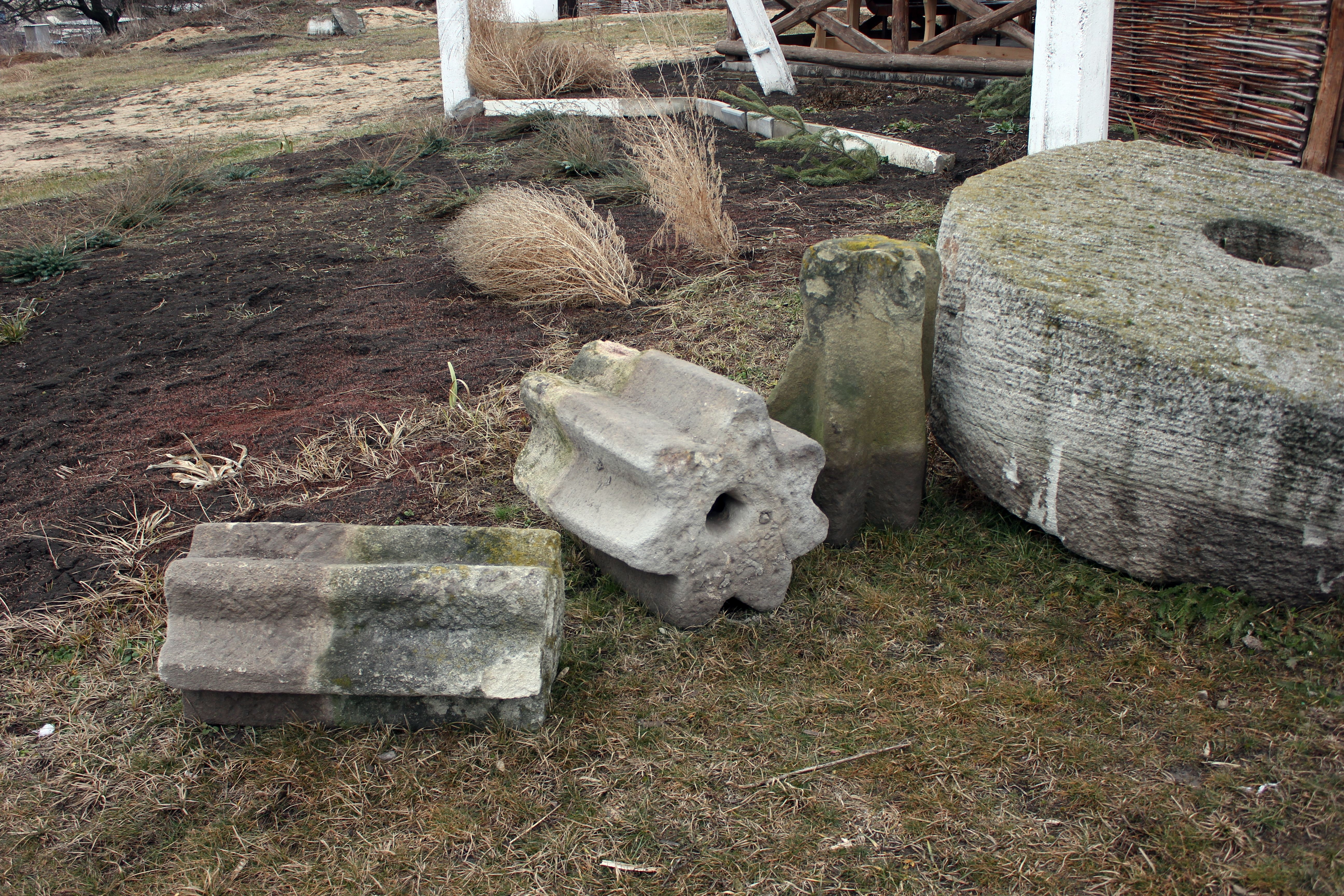
Музей села Крива Лука
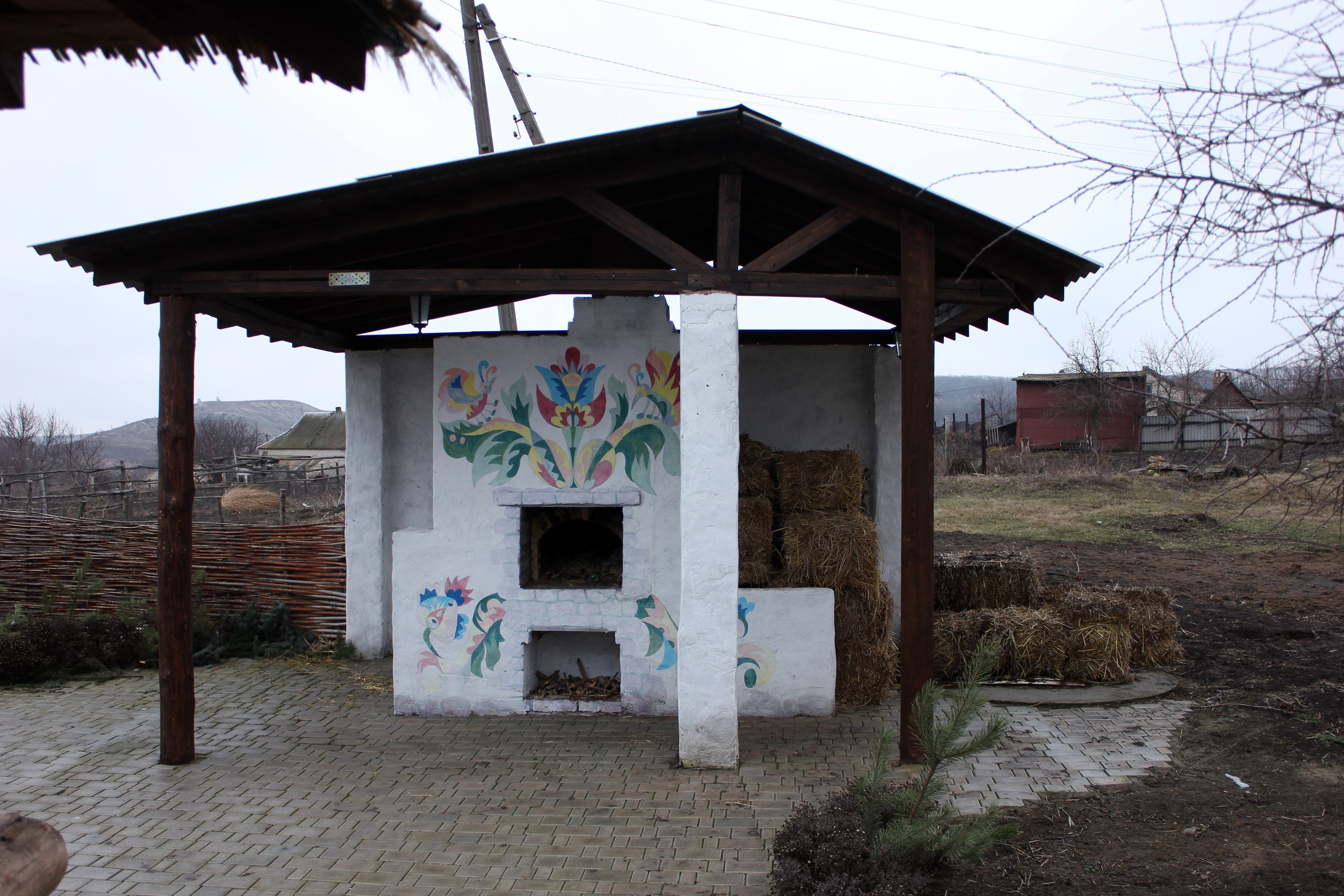
Музей села Крива Лука
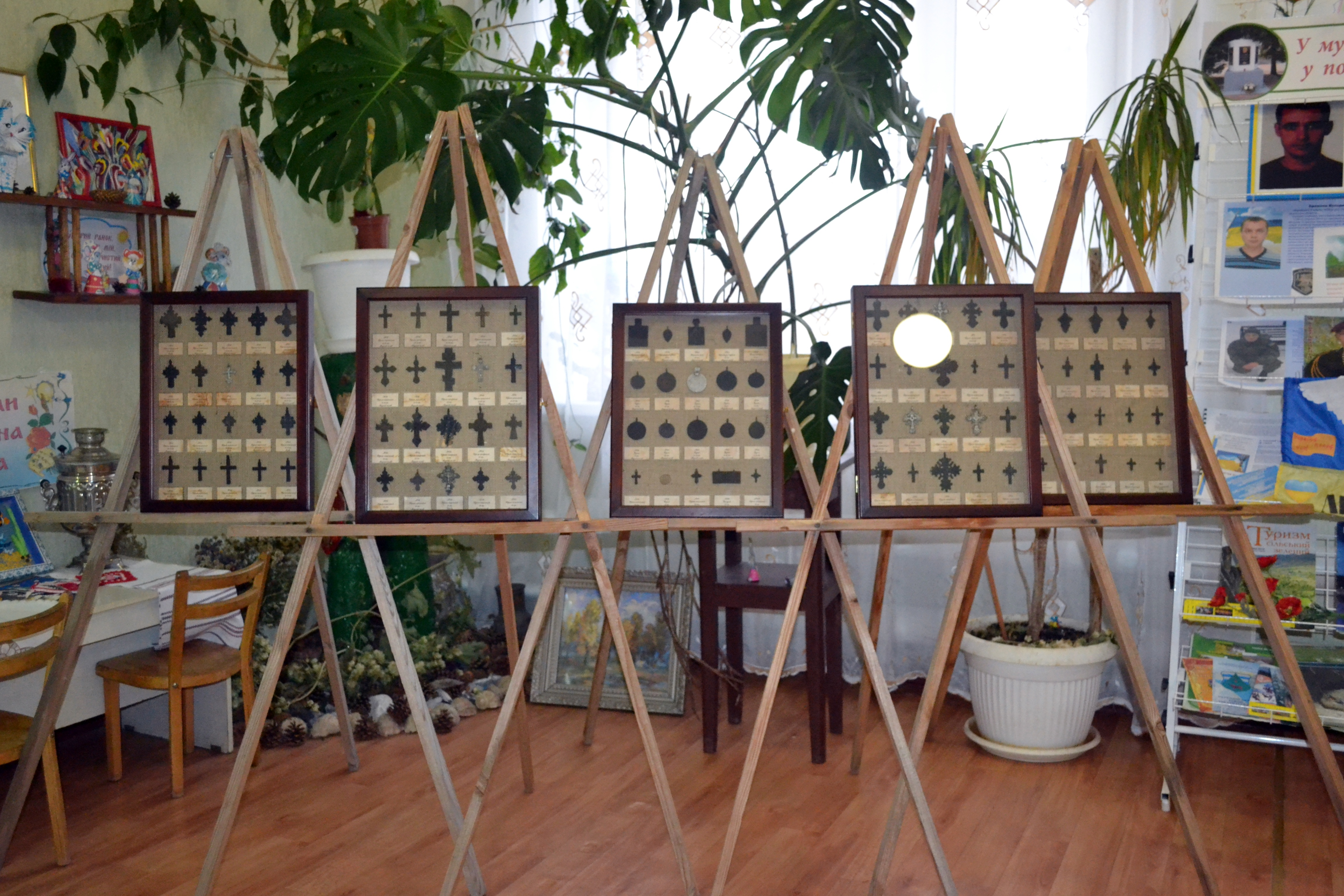
Музей села Крива Лука

## Список приміток
1. ↑  Облікова картка Криволуцької сільської ради
2. ↑  герб Кривої Луки
3. ↑  Смолій В. А. «З епістолярної спадщини гетьмана Івана Мазепи» — К.: Ін-т історії України НАН України, 1996. — 191 с. (175—179 с.)
4. ↑  Криволуцькі читання: Булавінське повстання (1707-1708 рр.). 310-та річниця битви в урочищі Крива Лука. Лиман: ГО "ЦПГА "Крила". 2018. с. 92.
5. ↑  Крива Лука — туристичне серце Лиманщини. greentour.dn.ua (укр.). Процитовано 8 липня 2022.
6. ↑  Кривая Лука, Донецкая область » История городов и сел Украинской ССР (рос.). Процитовано 8 липня 2022.
7. ↑  Страва «Затірка» стала нематеріальною спадщиною України. Її готують на Донеччині у селі Крива Лука. Свої.City (укр.). Процитовано 15 травня 2024.
8. ↑  Офіційний вебпортал Верховної Ради України. Облікова картка Криволуцької сільської ради (керівний склад попередніх скликань).